# Beriotisia typhlina
Beriotisia typhlina là một loài bướm đêm thuộc họ Noctuidae. Nó được tìm thấy ở vùng Magallanes ở Chile và tỉnh Neuquén và vùng Tierra del Fuego ở Argentina
Sải cánh dài khoảng 40 mm. Con trưởng thành bay từ tháng 1 đến tháng 3.